# NBA Summer League 2021
Navigation
2019 2022
La NBA Summer League 2021 de la NBA a eu lieu au Thomas and Mack Center et Cox Pavilion à Las Vegas, sur le campus de l’université du Nevada. Elle a commencé le 8 août et s’est terminée le 17 août. Les 30 équipes de la NBA y ont participé. Les équipes commencent le tournoi avec quatre matchs préliminaires et une phase finale s'en découle.
La NBA Summer League comporte 3 tournois distincts, dont la California Classic, la Salt Lake City Summer League, et la Las Vegas NBA Summer League.

## California Classic
La California Classic est une compétition officielle de la Summer League, pour une troisième année. Quatre matchs ont été joués le 3 et 4 août 2021 au Golden 1 Center.

### Équipes
- Heat de Miami
- Kings de Sacramento
- Lakers de Los Angeles
- Warriors de Golden State

### Matchs

#### Jour 1
| 3 août | Boxscore | Lakers de Los Angeles 78, Heat de Miami 80         | Lakers de Los Angeles 78, Heat de Miami 80 | Lakers de Los Angeles 78, Heat de Miami 80 |  | Golden 1 Center, Sacramento, Californie Affluence : 0 Arbitres : Brandon Adair, Simone Jelks, Andy Nagy |
| 3 août | Boxscore | Score par quart-temps : 32–27, 17–19, 15–18, 14–16 |                                            |                                            |  | Golden 1 Center, Sacramento, Californie Affluence : 0 Arbitres : Brandon Adair, Simone Jelks, Andy Nagy |
| 3 août | Boxscore | Cacok 15 Cacok 7 Cacok 4                           | Points Rebonds Passes d.                   | Yurtseven 27 Yurtseven 19 Carter 5         |  | Golden 1 Center, Sacramento, Californie Affluence : 0 Arbitres : Brandon Adair, Simone Jelks, Andy Nagy |

| 3 août | Boxscore | Warriors de Golden State 89, Kings de Sacramento 82                     | Warriors de Golden State 89, Kings de Sacramento 82 | Warriors de Golden State 89, Kings de Sacramento 82 | OT | Golden 1 Center, Sacramento, Californie Affluence : 0 Arbitres : Suyash Mehta, Natalie Sago, Phenizee Ransom |
| 3 août | Boxscore | Score par quart-temps : 13–16, 27–25, 21–21, 19–18 ; prolongation : 9–2 |                                                     |                                                     | OT | Golden 1 Center, Sacramento, Californie Affluence : 0 Arbitres : Suyash Mehta, Natalie Sago, Phenizee Ransom |
| 3 août | Boxscore | Dowtin 21 Mawugbe 10 McLaughlin 5                                       | Points Rebonds Passes d.                            | Mitchell 23 Terry 14 Coleman 4                      | OT | Golden 1 Center, Sacramento, Californie Affluence : 0 Arbitres : Suyash Mehta, Natalie Sago, Phenizee Ransom |

#### Jour 2
| 4 août | Boxscore | Heat de Miami 94, Warriors de Golden State 87      | Heat de Miami 94, Warriors de Golden State 87 | Heat de Miami 94, Warriors de Golden State 87 |  | Golden 1 Center, Sacramento, Californie Affluence : 0 Arbitres : Brandon Adair, Simone Jelks, Phenizee Ransom |
| 4 août | Boxscore | Score par quart-temps : 30–20, 21–23, 21–23, 22–21 |                                               |                                               |  | Golden 1 Center, Sacramento, Californie Affluence : 0 Arbitres : Brandon Adair, Simone Jelks, Phenizee Ransom |
| 4 août | Boxscore | Strus 27 Garrett 10 Smith 6                        | Points Rebonds Passes d.                      | Moody 19 Payton II 8 Dowtin 5                 |  | Golden 1 Center, Sacramento, Californie Affluence : 0 Arbitres : Brandon Adair, Simone Jelks, Phenizee Ransom |

| 4 août | Boxscore | Lakers de Los Angeles 84, Kings de Sacramento 74   | Lakers de Los Angeles 84, Kings de Sacramento 74 | Lakers de Los Angeles 84, Kings de Sacramento 74 |  | Golden 1 Center, Sacramento, Californie Affluence : 0 Arbitres : Suyash Mehta, Natalie Sago, Andy Nagy |
| 4 août | Boxscore | Score par quart-temps : 15–18, 17–16, 19–23, 33–17 |                                                  |                                                  |  | Golden 1 Center, Sacramento, Californie Affluence : 0 Arbitres : Suyash Mehta, Natalie Sago, Andy Nagy |
| 4 août | Boxscore | Cacok 13 Childs 8 Reaves 3                         | Points Rebonds Passes d.                         | King 19 Terry 9 King 2                           |  | Golden 1 Center, Sacramento, Californie Affluence : 0 Arbitres : Suyash Mehta, Natalie Sago, Andy Nagy |

#### Classement de la compétition
| Position | Équipe                   | MJ | V | D |
| -------- | ------------------------ | -- | - | - |
| 1        | Heat de Miami            | 2  | 2 | 0 |
| 2        | Lakers de Los Angeles    | 2  | 1 | 1 |
| 2        | Warriors de Golden State | 2  | 1 | 1 |
| 3        | Kings de Sacramento      | 2  | 0 | 2 |

### Leaders statistiques
| Joueur           | Équipe                   | PTS  |
| ---------------- | ------------------------ | ---- |
| Max Strus        | Heat de Miami            | 27,0 |
| Ömer Yurtseven   | Heat de Miami            | 26,0 |
| Moses Moody      | Warriors de Golden State | 19,0 |
| Jonathan Kuminga | Warriors de Golden State | 18,0 |
| Jeff Dowtin      | Warriors de Golden State | 17,0 |

| Joueur         | Équipe                   | REB  |
| -------------- | ------------------------ | ---- |
| Ömer Yurtseven | Heat de Miami            | 13,5 |
| Emanuel Terry  | Kings de Sacramento      | 11,5 |
| Gary Payton II | Warriors de Golden State | 8,0  |
| Selom Mawugbe  | Warriors de Golden State | 7,0  |
| Devontae Cacok | Lakers de Los Angeles    | 6,5  |

| Joueur                | Équipe                   | PAD |
| --------------------- | ------------------------ | --- |
| Tyson Carter          | Heat de Miami            | 5,0 |
| Dru Smith             | Heat de Miami            | 5,0 |
| Matt Coleman III (en) | Kings de Sacramento      | 4,0 |
| Jeff Dowtin           | Warriors de Golden State | 4,0 |
| Jordan McLaughlin     | Warriors de Golden State | 3,5 |

## Salt Lake City Summer League
La Salt Lake City Summer League est une compétition officielle de la Summer League, pour la sixième année. Six matchs ont été joués du 3 au 6 août 2021 au Vivint Smart Home Arena.

### Équipes
- Grizzlies de Memphis
- Jazz de l'Utah (divisé en une équipe "white" et "blue")
- Spurs de San Antonio

### Matchs

#### Jour 1
| 3 août | Boxscore | Grizzlies de Memphis 104, Jazz de l'Utah Blue 65   | Grizzlies de Memphis 104, Jazz de l'Utah Blue 65 | Grizzlies de Memphis 104, Jazz de l'Utah Blue 65 |  | Vivint Smart Home Arena, Salt Lake City, Utah Affluence : 4,726 Arbitres : Jenna Schroeder, John Butler, Evan Scott |
| 3 août | Boxscore | Score par quart-temps : 29–12, 28–16, 20–19, 27–18 |                                                  |                                                  |  | Vivint Smart Home Arena, Salt Lake City, Utah Affluence : 4,726 Arbitres : Jenna Schroeder, John Butler, Evan Scott |
| 3 août | Boxscore | Weems 17 Tillman 13 Caver 8                        | Points Rebonds Passes d.                         | Chealey 15 Patton 10 Chealey 3                   |  | Vivint Smart Home Arena, Salt Lake City, Utah Affluence : 4,726 Arbitres : Jenna Schroeder, John Butler, Evan Scott |

| 3 août | Boxscore | Spurs de San Antonio 58, Jazz de l'Utah White 87   | Spurs de San Antonio 58, Jazz de l'Utah White 87 | Spurs de San Antonio 58, Jazz de l'Utah White 87 |  | Vivint Smart Home Arena, Salt Lake City, Utah Affluence : 4,726 Arbitres : Nate Green, Jonathan Sterling, Matt Meyers |
| 3 août | Boxscore | Score par quart-temps : 10–17, 21–17, 12–28, 15–25 |                                                  |                                                  |  | Vivint Smart Home Arena, Salt Lake City, Utah Affluence : 4,726 Arbitres : Nate Green, Jonathan Sterling, Matt Meyers |
| 3 août | Boxscore | Turner 13 Turner 7 Norvell Jr. 3                   | Points Rebonds Passes d.                         | Forrest 19 Azubuike 14 Forrest 7                 |  | Vivint Smart Home Arena, Salt Lake City, Utah Affluence : 4,726 Arbitres : Nate Green, Jonathan Sterling, Matt Meyers |

#### Jour 2
| 4 août | Boxscore | Spurs de San Antonio 54, Jazz de l'Utah Blue 78   | Spurs de San Antonio 54, Jazz de l'Utah Blue 78 | Spurs de San Antonio 54, Jazz de l'Utah Blue 78 |  | Vivint Smart Home Arena, Salt Lake City, Utah Affluence : 0 Arbitres : Jonathan Sterling, John Butler, Evan Scott |
| 4 août | Boxscore | Score par quart-temps : 18–24, 8–13, 13–20, 15–21 |                                                 |                                                 |  | Vivint Smart Home Arena, Salt Lake City, Utah Affluence : 0 Arbitres : Jonathan Sterling, John Butler, Evan Scott |
| 4 août | Boxscore | Vassell 14 Vassell 8 Primo 2                      | Points Rebonds Passes d.                        | Teague 26 Sestina 9 Allman 5                    |  | Vivint Smart Home Arena, Salt Lake City, Utah Affluence : 0 Arbitres : Jonathan Sterling, John Butler, Evan Scott |

| 4 août | Boxscore | Grizzlies de Memphis 75, Jazz de l'Utah White 94   | Grizzlies de Memphis 75, Jazz de l'Utah White 94 | Grizzlies de Memphis 75, Jazz de l'Utah White 94 |  | Vivint Smart Home Arena, Salt Lake City, Utah Affluence : 4,611 Arbitres : Jenna Schroeder, Nate Green, Matt Meyers |
| 4 août | Boxscore | Score par quart-temps : 18–26, 10–19, 22–24, 25–25 |                                                  |                                                  |  | Vivint Smart Home Arena, Salt Lake City, Utah Affluence : 4,611 Arbitres : Jenna Schroeder, Nate Green, Matt Meyers |
| 4 août | Boxscore | Wallace 17 Moore 6 Caver 7                         | Points Rebonds Passes d.                         | Azubuike 19 Azubuike 11 Forrest 13               |  | Vivint Smart Home Arena, Salt Lake City, Utah Affluence : 4,611 Arbitres : Jenna Schroeder, Nate Green, Matt Meyers |

#### Jour 3
| 6 août | Boxscore | Spurs de San Antonio 77, Grizzlies de Memphis 82   | Spurs de San Antonio 77, Grizzlies de Memphis 82 | Spurs de San Antonio 77, Grizzlies de Memphis 82 |  | Vivint Smart Home Arena, Salt Lake City, Utah Affluence : 0 Arbitres : Nate Green, Jonathan Sterling, John Butler |
| 6 août | Boxscore | Score par quart-temps : 22–14, 11–21, 16–31, 28–16 |                                                  |                                                  |  | Vivint Smart Home Arena, Salt Lake City, Utah Affluence : 0 Arbitres : Nate Green, Jonathan Sterling, John Butler |
| 6 août | Boxscore | Vassell 27 Wieskamp 10 Primo 3                     | Points Rebonds Passes d.                         | Bane 24 Konchar 11 Bane 5                        |  | Vivint Smart Home Arena, Salt Lake City, Utah Affluence : 0 Arbitres : Nate Green, Jonathan Sterling, John Butler |

| 6 août | Boxscore | Jazz de l'Utah Blue 65, Jazz de l'Utah White 83    | Jazz de l'Utah Blue 65, Jazz de l'Utah White 83 | Jazz de l'Utah Blue 65, Jazz de l'Utah White 83 |  | Vivint Smart Home Arena, Salt Lake City, Utah Affluence : 5,499 Arbitres : Jenna Schroeder, Evan Scott, Matt Meyers |
| 6 août | Boxscore | Score par quart-temps : 15–14, 10–21, 15–30, 25–18 |                                                 |                                                 |  | Vivint Smart Home Arena, Salt Lake City, Utah Affluence : 5,499 Arbitres : Jenna Schroeder, Evan Scott, Matt Meyers |
| 6 août | Boxscore | Teague 14 Aaron 9 Allman Jr. 3                     | Points Rebonds Passes d.                        | Azubuike 14 Morgan 10 Forrest 7                 |  | Vivint Smart Home Arena, Salt Lake City, Utah Affluence : 5,499 Arbitres : Jenna Schroeder, Evan Scott, Matt Meyers |

#### Classement de la compétition
| Position | Équipe               | MJ | V | D |
| -------- | -------------------- | -- | - | - |
| 1        | Jazz de l'Utah White | 3  | 3 | 0 |
| 2        | Grizzlies de Memphis | 3  | 2 | 1 |
| 3        | Jazz de l'Utah Blue  | 3  | 1 | 2 |
| 4        | Spurs de San Antonio | 3  | 0 | 3 |

### Leaders statistiques
| Joueur          | Équipe                 | PTS  |
| --------------- | ---------------------- | ---- |
| MaCio Teague    | Jazz de l'Utah Blue    | 23,0 |
| Trent Forrest   | Jazz de l'Utah White   | 21,5 |
| Keldon Johnson  | Spurs de San Antonio   | 16,5 |
| Yuta Watanabe   | Grizzlies de Memphis   | 16,0 |
| Naz Mitrou-Long | Cavaliers de Cleveland | 15,0 |

| Joueur           | Équipe               | REB  |
| ---------------- | -------------------- | ---- |
| Tony Bradley     | Jazz de l'Utah       | 15,5 |
| Willie Reed      | Jazz de l'Utah       | 10,5 |
| Yuta Watanabe    | Grizzlies de Memphis | 9,0  |
| Lonnie Walker IV | Spurs de San Antonio | 7,5  |
| Thomas Robinson  | Spurs de San Antonio | 6,3  |

| Joueur                | Équipe                 | PAD |
| --------------------- | ---------------------- | --- |
| Josh Magette          | Spurs de San Antonio   | 5,7 |
| Naz Mitrou-Long       | Cavaliers de Cleveland | 4,0 |
| Jevon Carter          | Grizzlies de Memphis   | 4,0 |
| Darius Morris         | Spurs de San Antonio   | 4,0 |
| Justin Wright-Foreman | Jazz de l'Utah         | 3,5 |

## Las Vegas NBA Summer League
La Las Vegas NBA Summer League est une compétition officielle de la NBA Summer League. 76 matchs y sont joués du 8 au 17 août 2021 sur deux sites, au Thomas & Mack Center et au Cox Pavilion, situés à Paradise dans le Nevada.

### Équipes
| - Hawks d'Atlanta - Celtics de Boston - Nets de Brooklyn - Hornets de Charlotte - Bulls de Chicago - Cavaliers de Cleveland - Mavericks de Dallas - Nuggets de Denver - Pistons de Détroit - Warriors de Golden State | - Rockets de Houston - Pacers de l'Indiana - Clippers de Los Angeles - Lakers de Los Angeles - Grizzlies de Memphis - Heat de Miami - Bucks de Milwaukee - Timberwolves du Minnesota - Knicks de New York - Pelicans de La Nouvelle-Orléans | - Thunder d'Oklahoma City - Magic d'Orlando - 76ers de Philadelphie - Suns de Phoenix - Trail Blazers de Portland - Kings de Sacramento - Spurs de San Antonio - Raptors de Toronto - Jazz de l'Utah - Wizards de Washington |

### Compétition

#### Jour 1
| 8 août | Boxscore | Celtics de Boston 85, Hawks d'Atlanta 83           | Celtics de Boston 85, Hawks d'Atlanta 83 | Celtics de Boston 85, Hawks d'Atlanta 83 |  | Cox Pavilion, Las Vegas, Nevada Affluence : 0 Arbitres : Karleena Tobin, Robert Hussey, Kaitlynn Bunger |
| 8 août | Boxscore | Score par quart-temps : 17–16, 25–25, 19–20, 24–22 |                                          |                                          |  | Cox Pavilion, Las Vegas, Nevada Affluence : 0 Arbitres : Karleena Tobin, Robert Hussey, Kaitlynn Bunger |
| 8 août | Boxscore | Pritchard 23 Edwards 8 Edwards 6                   | Points Rebonds Passes d.                 | Johnson 20 Johnson 10 Cooper 6           |  | Cox Pavilion, Las Vegas, Nevada Affluence : 0 Arbitres : Karleena Tobin, Robert Hussey, Kaitlynn Bunger |

| 8 août | Boxscore | Raptors de Toronto 89, Knicks de New York 79       | Raptors de Toronto 89, Knicks de New York 79 | Raptors de Toronto 89, Knicks de New York 79 |  | Thomas and Mack Center, Las Vegas, Nevada Affluence : 0 Arbitres : John Conley, Kelly Broomfield, Klajdi Mulla, Josh Reed |
| 8 août | Boxscore | Score par quart-temps : 17–16, 22–21, 21–16, 29–26 |                                              |                                              |  | Thomas and Mack Center, Las Vegas, Nevada Affluence : 0 Arbitres : John Conley, Kelly Broomfield, Klajdi Mulla, Josh Reed |
| 8 août | Boxscore | Flynn 23 Gillespie 13 Barnes 5                     | Points Rebonds Passes d.                     | Toppin 24 Toppin 8 Quickley 8                |  | Thomas and Mack Center, Las Vegas, Nevada Affluence : 0 Arbitres : John Conley, Kelly Broomfield, Klajdi Mulla, Josh Reed |

| 8 août | Boxscore | Trail Blazers de Portland 93, Hornets de Charlotte 86 | Trail Blazers de Portland 93, Hornets de Charlotte 86 | Trail Blazers de Portland 93, Hornets de Charlotte 86 |  | Cox Pavilion, Las Vegas, Nevada Affluence : 0 Arbitres : Dannica Mosher, Intae Hwang, Jenna Reneau |
| 8 août | Boxscore | Score par quart-temps : 21–17, 21–17, 18–23, 33–29    |                                                       |                                                       |  | Cox Pavilion, Las Vegas, Nevada Affluence : 0 Arbitres : Dannica Mosher, Intae Hwang, Jenna Reneau |
| 8 août | Boxscore | Blakeney 27 Faried 8 Mudiay 9                         | Points Rebonds Passes d.                              | Bouknight 19 Jones 10 Riller 6                        |  | Cox Pavilion, Las Vegas, Nevada Affluence : 0 Arbitres : Dannica Mosher, Intae Hwang, Jenna Reneau |

| 8 août | Boxscore | Rockets de Houston 84, Cavaliers de Cleveland 76   | Rockets de Houston 84, Cavaliers de Cleveland 76 | Rockets de Houston 84, Cavaliers de Cleveland 76 |  | Thomas and Mack Center, Las Vegas, Nevada Affluence : 0 Arbitres : Isaac Barnett, Clare Aubry, Josh Reed |
| 8 août | Boxscore | Score par quart-temps : 20–23, 20–18, 23–20, 21–15 |                                                  |                                                  |  | Thomas and Mack Center, Las Vegas, Nevada Affluence : 0 Arbitres : Isaac Barnett, Clare Aubry, Josh Reed |
| 8 août | Boxscore | Green 23 Şengün 15 Christopher 4                   | Points Rebonds Passes d.                         | Okoro 17 Mfiondu Kabengele 13 Hands 3            |  | Thomas and Mack Center, Las Vegas, Nevada Affluence : 0 Arbitres : Isaac Barnett, Clare Aubry, Josh Reed |

| 8 août | Boxscore | Wizards de Washington vs. Pacers de l'Indiana | Wizards de Washington vs. Pacers de l'Indiana | Wizards de Washington vs. Pacers de l'Indiana |  | Cox Pavilion, Las Vegas, Nevada Affluence : 0 Arbitres : Dannica Mosher, Intae Hwang, Jenna Reneau |
| 8 août | Boxscore | Match reporté                                 |                                               |                                               |  | Cox Pavilion, Las Vegas, Nevada Affluence : 0 Arbitres : Dannica Mosher, Intae Hwang, Jenna Reneau |

| 8 août | Boxscore | Thunder d'Oklahoma City 76, Pistons de Détroit 72 | Thunder d'Oklahoma City 76, Pistons de Détroit 72 | Thunder d'Oklahoma City 76, Pistons de Détroit 72 |  | Thomas and Mack Center, Las Vegas, Nevada Affluence : 0 Arbitres : Kevin Fahy, Danielle Scott, Chastity Taylor |
| 8 août | Boxscore | Score par quart-temps : 14–26, 28–12, 25–19, 9–15 |                                                   |                                                   |  | Thomas and Mack Center, Las Vegas, Nevada Affluence : 0 Arbitres : Kevin Fahy, Danielle Scott, Chastity Taylor |
| 8 août | Boxscore | Maledon 15 Hoard 10 Maledon 11                    | Points Rebonds Passes d.                          | Bey 14 Bey 12 Hayes 5                             |  | Thomas and Mack Center, Las Vegas, Nevada Affluence : 0 Arbitres : Kevin Fahy, Danielle Scott, Chastity Taylor |

| 8 août | Boxscore | Nuggets de Denver 77, Heat de Miami 97             | Nuggets de Denver 77, Heat de Miami 97 | Nuggets de Denver 77, Heat de Miami 97 |  | Cox Pavilion, Las Vegas, Nevada Affluence : 0 Arbitres : Ashley Gloss, Nate Anderson, Nate Cearly, Cheryl Flores, Chance Moore, Grant Detrick |
| 8 août | Boxscore | Score par quart-temps : 12–30, 20–21, 17–22, 28–24 |                                        |                                        |  | Cox Pavilion, Las Vegas, Nevada Affluence : 0 Arbitres : Ashley Gloss, Nate Anderson, Nate Cearly, Cheryl Flores, Chance Moore, Grant Detrick |
| 8 août | Boxscore | Agada 21 Hamilton 11 Agada 5                       | Points Rebonds Passes d.               | Nembhard 18 Okpala 11 Jarreau 4        |  | Cox Pavilion, Las Vegas, Nevada Affluence : 0 Arbitres : Ashley Gloss, Nate Anderson, Nate Cearly, Cheryl Flores, Chance Moore, Grant Detrick |

| 8 août | Boxscore | Lakers de Los Angeles 73, Suns de Phoenix 72       | Lakers de Los Angeles 73, Suns de Phoenix 72 | Lakers de Los Angeles 73, Suns de Phoenix 72 |  | Thomas and Mack Center, Las Vegas, Nevada Affluence : 0 Arbitres : Randy Richardson, J.D. Ralls, Devorah Robinson-Ashe |
| 8 août | Boxscore | Score par quart-temps : 14–12, 16–16, 19–28, 24–16 |                                              |                                              |  | Thomas and Mack Center, Las Vegas, Nevada Affluence : 0 Arbitres : Randy Richardson, J.D. Ralls, Devorah Robinson-Ashe |
| 8 août | Boxscore | Cacok 13 Cacok 7 Simpson 5                         | Points Rebonds Passes d.                     | Jalen Smith 15 Jalen Smith 12 Jaleen Smith 3 |  | Thomas and Mack Center, Las Vegas, Nevada Affluence : 0 Arbitres : Randy Richardson, J.D. Ralls, Devorah Robinson-Ashe |

#### Jour 2
| 9 août | Boxscore | Knicks de New York 94, Pacers de l'Indiana 86      | Knicks de New York 94, Pacers de l'Indiana 86 | Knicks de New York 94, Pacers de l'Indiana 86 |  | Thomas and Mack Center, Las Vegas, Nevada Affluence : 0 Arbitres : Jenna Reneau, Ken Jones, Grant Detrick |
| 9 août | Boxscore | Score par quart-temps : 18–24, 23–20, 26–18, 27–24 |                                               |                                               |  | Thomas and Mack Center, Las Vegas, Nevada Affluence : 0 Arbitres : Jenna Reneau, Ken Jones, Grant Detrick |
| 9 août | Boxscore | Quickley 32 Obi Toppin 9 Quickley 8                | Points Rebonds Passes d.                      | Washington Jr. 23 Brissett 7 Brissett 3       |  | Thomas and Mack Center, Las Vegas, Nevada Affluence : 0 Arbitres : Jenna Reneau, Ken Jones, Grant Detrick |

| 9 août | Boxscore | Pelicans de La Nouvelle-Orléans 94, Bulls de Chicago 77 | Pelicans de La Nouvelle-Orléans 94, Bulls de Chicago 77 | Pelicans de La Nouvelle-Orléans 94, Bulls de Chicago 77 |  | Cox Pavilion, Las Vegas, Nevada Affluence : 0 Arbitres : Tyler Ricks, Angel Kent, Ian McClenny |
| 9 août | Boxscore | Score par quart-temps : 23–26, 21–21, 25–19, 25–11      |                                                         |                                                         |  | Cox Pavilion, Las Vegas, Nevada Affluence : 0 Arbitres : Tyler Ricks, Angel Kent, Ian McClenny |
| 9 août | Boxscore | Murphy 26 Murphy 9 Lewis Jr. 7                          | Points Rebonds Passes d.                                | Dotson 16 Williams 12 Dotson 4                          |  | Cox Pavilion, Las Vegas, Nevada Affluence : 0 Arbitres : Tyler Ricks, Angel Kent, Ian McClenny |

| 9 août | Boxscore | Mavericks de Dallas 73, 76ers de Philadelphie 95   | Mavericks de Dallas 73, 76ers de Philadelphie 95 | Mavericks de Dallas 73, 76ers de Philadelphie 95 |  | Thomas and Mack Center, Las Vegas, Nevada Affluence : 0 Arbitres : Ryan Sassano, Demoya Williams, Mike Wallace |
| 9 août | Boxscore | Score par quart-temps : 14–31, 17–26, 17–20, 25–18 |                                                  |                                                  |  | Thomas and Mack Center, Las Vegas, Nevada Affluence : 0 Arbitres : Ryan Sassano, Demoya Williams, Mike Wallace |
| 9 août | Boxscore | Terry 22 Figueroa 9 Hinton 6                       | Points Rebonds Passes d.                         | Maxey 21 Reed 8 Maxey 4                          |  | Thomas and Mack Center, Las Vegas, Nevada Affluence : 0 Arbitres : Ryan Sassano, Demoya Williams, Mike Wallace |

| 9 août | Boxscore | Nets de Brooklyn 84, Grizzlies de Memphis 91       | Nets de Brooklyn 84, Grizzlies de Memphis 91 | Nets de Brooklyn 84, Grizzlies de Memphis 91 |  | Cox Pavilion, Las Vegas, Nevada Affluence : 0 Arbitres : Brent Haskill, Toni Patillo, Catherine Chang |
| 9 août | Boxscore | Score par quart-temps : 16–15, 17–28, 26–18, 25–30 |                                              |                                              |  | Cox Pavilion, Las Vegas, Nevada Affluence : 0 Arbitres : Brent Haskill, Toni Patillo, Catherine Chang |
| 9 août | Boxscore | Thomas 19 Perry 12 Weatherspoon 4                  | Points Rebonds Passes d.                     | Bane 32 Konchar 13 Tillman 7                 |  | Cox Pavilion, Las Vegas, Nevada Affluence : 0 Arbitres : Brent Haskill, Toni Patillo, Catherine Chang |

| 9 août | Boxscore | Hornets de Charlotte 70, Kings de Sacramento 80    | Hornets de Charlotte 70, Kings de Sacramento 80 | Hornets de Charlotte 70, Kings de Sacramento 80 |  | Thomas and Mack Center, Las Vegas, Nevada Affluence : 0 Arbitres : Kristyne Esparza, Blanca Burns, Cameron Gelinas |
| 9 août | Boxscore | Score par quart-temps : 13–16, 14–15, 21–24, 22–25 |                                                 |                                                 |  | Thomas and Mack Center, Las Vegas, Nevada Affluence : 0 Arbitres : Kristyne Esparza, Blanca Burns, Cameron Gelinas |
| 9 août | Boxscore | Carton 13 Jones 7 Jones 4                          | Points Rebonds Passes d.                        | Ramsey 22 Queta 6 Mitchell 9                    |  | Thomas and Mack Center, Las Vegas, Nevada Affluence : 0 Arbitres : Kristyne Esparza, Blanca Burns, Cameron Gelinas |

| 9 août | Boxscore | Spurs de San Antonio 89, Timberwolves du Minnesota 91 | Spurs de San Antonio 89, Timberwolves du Minnesota 91 | Spurs de San Antonio 89, Timberwolves du Minnesota 91 |  | Cox Pavilion, Las Vegas, Nevada Affluence : 0 Arbitres : Biniam Maru, Sha'Rae Mitchell, Jason Alabanza |
| 9 août | Boxscore | Score par quart-temps : 20–22, 18–27, 26–18, 25–24    |                                                       |                                                       |  | Cox Pavilion, Las Vegas, Nevada Affluence : 0 Arbitres : Biniam Maru, Sha'Rae Mitchell, Jason Alabanza |
| 9 août | Boxscore | Vassell 23 Renfro 6 Jones 8                           | Points Rebonds Passes d.                              | Nowell 24 Knight 9 Nowell 4                           |  | Cox Pavilion, Las Vegas, Nevada Affluence : 0 Arbitres : Biniam Maru, Sha'Rae Mitchell, Jason Alabanza |

| 9 août | Boxscore | Magic d'Orlando 91, Warriors de Golden State 89                         | Magic d'Orlando 91, Warriors de Golden State 89 | Magic d'Orlando 91, Warriors de Golden State 89 | OT | Thomas and Mack Center, Las Vegas, Nevada Affluence : 0 Arbitres : Dan Powers, Agon Abazi, Angelica Suffren |
| 9 août | Boxscore | Score par quart-temps : 20–18, 19–22, 20–27, 24–16 ; prolongation : 8–6 |                                                 |                                                 | OT | Thomas and Mack Center, Las Vegas, Nevada Affluence : 0 Arbitres : Dan Powers, Agon Abazi, Angelica Suffren |
| 9 août | Boxscore | Suggs 24 Suggs 9 Hampton 3                                              | Points Rebonds Passes d.                        | Kuminga 16 Payton II 8 McLaughlin 4             | OT | Thomas and Mack Center, Las Vegas, Nevada Affluence : 0 Arbitres : Dan Powers, Agon Abazi, Angelica Suffren |

| 9 août | Boxscore | Clippers de Los Angeles 78, Bucks de Milwaukee 81  | Clippers de Los Angeles 78, Bucks de Milwaukee 81 | Clippers de Los Angeles 78, Bucks de Milwaukee 81 |  | Cox Pavilion, Las Vegas, Nevada Affluence : 0 Arbitres : Kevin Fahy, Tyler Mirkovich, Chelisa Painter |
| 9 août | Boxscore | Score par quart-temps : 17–19, 13–27, 23–16, 25–19 |                                                   |                                                   |  | Cox Pavilion, Las Vegas, Nevada Affluence : 0 Arbitres : Kevin Fahy, Tyler Mirkovich, Chelisa Painter |
| 9 août | Boxscore | Scrubb 24 Scrubb 10 Preston 8                      | Points Rebonds Passes d.                          | Nwora 30 Mamukelashvili 12 Nwora 6                |  | Cox Pavilion, Las Vegas, Nevada Affluence : 0 Arbitres : Kevin Fahy, Tyler Mirkovich, Chelisa Painter |

| 9 août | Boxscore | Suns de Phoenix 57, Jazz de l'Utah 63              | Suns de Phoenix 57, Jazz de l'Utah 63 | Suns de Phoenix 57, Jazz de l'Utah 63 |  | Thomas and Mack Center, Las Vegas, Nevada Affluence : 0 Arbitres : Brandon Schwab, Pat O'Connell, Kaitlynn Bunger |
| 9 août | Boxscore | Score par quart-temps : 11–11, 16–25, 12–12, 18–15 |                                       |                                       |  | Thomas and Mack Center, Las Vegas, Nevada Affluence : 0 Arbitres : Brandon Schwab, Pat O'Connell, Kaitlynn Bunger |
| 9 août | Boxscore | Alexander 16 Smith 15 Simon 2                      | Points Rebonds Passes d.              | Forrest 10 Azubuike 8 Forrest 7       |  | Thomas and Mack Center, Las Vegas, Nevada Affluence : 0 Arbitres : Brandon Schwab, Pat O'Connell, Kaitlynn Bunger |

#### Jour 3
| 10 août | Boxscore | Hawks d'Atlanta 84, Pacers de l'Indiana 83         | Hawks d'Atlanta 84, Pacers de l'Indiana 83 | Hawks d'Atlanta 84, Pacers de l'Indiana 83 |  | Cox Pavilion, Las Vegas, Nevada Affluence : 0 Arbitres : Cheryl Flores, Chance Moore, Ken Jones |
| 10 août | Boxscore | Score par quart-temps : 19–21, 26–16, 24–26, 15–20 |                                            |                                            |  | Cox Pavilion, Las Vegas, Nevada Affluence : 0 Arbitres : Cheryl Flores, Chance Moore, Ken Jones |
| 10 août | Boxscore | Cooper 21 Johnson 10 Cooper 9                      | Points Rebonds Passes d.                   | Duarte 21 Jackson 12 Brissett 3            |  | Cox Pavilion, Las Vegas, Nevada Affluence : 0 Arbitres : Cheryl Flores, Chance Moore, Ken Jones |

| 10 août | Boxscore | Celtics de Boston 107, Nuggets de Denver 82        | Celtics de Boston 107, Nuggets de Denver 82 | Celtics de Boston 107, Nuggets de Denver 82 |  | Thomas and Mack Center, Las Vegas, Nevada Affluence : 0 Arbitres : Robert Hussey, Paul Tuomey, Lauren Niemiera |
| 10 août | Boxscore | Score par quart-temps : 31–23, 35–23, 24–22, 17–14 |                                             |                                             |  | Thomas and Mack Center, Las Vegas, Nevada Affluence : 0 Arbitres : Robert Hussey, Paul Tuomey, Lauren Niemiera |
| 10 août | Boxscore | Nesmith 33 Pritchard 8 Pritchard 12                | Points Rebonds Passes d.                    | Bol 26 Bol 9 Hyland 7                       |  | Thomas and Mack Center, Las Vegas, Nevada Affluence : 0 Arbitres : Robert Hussey, Paul Tuomey, Lauren Niemiera |

| 10 août | Boxscore | Bulls de Chicago 92, Spurs de San Antonio 89       | Bulls de Chicago 92, Spurs de San Antonio 89 | Bulls de Chicago 92, Spurs de San Antonio 89 |  | Cox Pavilion, Las Vegas, Nevada Affluence : 0 Arbitres : Dannica Mosher, Nate Anderson, Matt Rafferty |
| 10 août | Boxscore | Score par quart-temps : 14–26, 23–26, 29–17, 26–20 |                                              |                                              |  | Cox Pavilion, Las Vegas, Nevada Affluence : 0 Arbitres : Dannica Mosher, Nate Anderson, Matt Rafferty |
| 10 août | Boxscore | Williams 30 Williams 7 Dotson 5                    | Points Rebonds Passes d.                     | Jones 23 Renfro 8 Newman 4                   |  | Cox Pavilion, Las Vegas, Nevada Affluence : 0 Arbitres : Dannica Mosher, Nate Anderson, Matt Rafferty |

| 10 août | Boxscore | Pistons de Détroit 91, Rockets de Houston 111      | Pistons de Détroit 91, Rockets de Houston 111 | Pistons de Détroit 91, Rockets de Houston 111 |  | Thomas and Mack Center, Las Vegas, Nevada Affluence : 0 Arbitres : Charles Watson, John Conley, Kelsey Reynolds |
| 10 août | Boxscore | Score par quart-temps : 28–24, 15–30, 28–29, 20–28 |                                               |                                               |  | Thomas and Mack Center, Las Vegas, Nevada Affluence : 0 Arbitres : Charles Watson, John Conley, Kelsey Reynolds |
| 10 août | Boxscore | Cunningham 20 Bey 7 Bey 4                          | Points Rebonds Passes d.                      | Green 25 Şengün 8 Christopher 7               |  | Thomas and Mack Center, Las Vegas, Nevada Affluence : 0 Arbitres : Charles Watson, John Conley, Kelsey Reynolds |

| 10 août | Boxscore | Kings de Sacramento 89, Wizards de Washington 75   | Kings de Sacramento 89, Wizards de Washington 75 | Kings de Sacramento 89, Wizards de Washington 75 |  | Cox Pavilion, Las Vegas, Nevada Affluence : 0 Arbitres : Isaac Barnett, Teresa Stuck, Karleena Tobin |
| 10 août | Boxscore | Score par quart-temps : 21–21, 23–18, 29–20, 16–16 |                                                  |                                                  |  | Cox Pavilion, Las Vegas, Nevada Affluence : 0 Arbitres : Isaac Barnett, Teresa Stuck, Karleena Tobin |
| 10 août | Boxscore | King 16 Terry 10 Metu, Mitchell 4                  | Points Rebonds Passes d.                         | Homesley 17 Goodwin 8 Jones 4                    |  | Cox Pavilion, Las Vegas, Nevada Affluence : 0 Arbitres : Isaac Barnett, Teresa Stuck, Karleena Tobin |

| 10 août | Boxscore | Clippers de Los Angeles 66, Trail Blazers de Portland 86 | Clippers de Los Angeles 66, Trail Blazers de Portland 86 | Clippers de Los Angeles 66, Trail Blazers de Portland 86 |  | Thomas and Mack Center, Las Vegas, Nevada Affluence : 0 Arbitres : Randy Richardson, Ashley Gloss, Intae Hwang |
| 10 août | Boxscore | Score par quart-temps : 20–22, 16–17, 15–25, 15–22       |                                                          |                                                          |  | Thomas and Mack Center, Las Vegas, Nevada Affluence : 0 Arbitres : Randy Richardson, Ashley Gloss, Intae Hwang |
| 10 août | Boxscore | Scrubb 15 Oturu 13 Johnson 6                             | Points Rebonds Passes d.                                 | Simmons 15 Faried 12 Watford 5                           |  | Thomas and Mack Center, Las Vegas, Nevada Affluence : 0 Arbitres : Randy Richardson, Ashley Gloss, Intae Hwang |

#### Jour 4
| 11 août | Boxscore | Bucks de Milwaukee 91, Nets de Brooklyn 97         | Bucks de Milwaukee 91, Nets de Brooklyn 97 | Bucks de Milwaukee 91, Nets de Brooklyn 97                 |  | Thomas and Mack Center, Las Vegas, Nevada Affluence : 0 Arbitres : Brandon Schwab, Toni Patillo, Julian McFadden |
| 11 août | Boxscore | Score par quart-temps : 16–24, 27–24, 28–25, 20–24 |                                            |                                                            |  | Thomas and Mack Center, Las Vegas, Nevada Affluence : 0 Arbitres : Brandon Schwab, Toni Patillo, Julian McFadden |
| 11 août | Boxscore | Nwora 22 Mamukelashvili 8 Pinson 6                 | Points Rebonds Passes d.                   | Weatherspoon 22 Duke Jr., Johnson 8 Thomas, Weatherspoon 4 |  | Thomas and Mack Center, Las Vegas, Nevada Affluence : 0 Arbitres : Brandon Schwab, Toni Patillo, Julian McFadden |

| 11 août | Boxscore | Heat de Miami 97, Grizzlies de Memphis 94                               | Heat de Miami 97, Grizzlies de Memphis 94 | Heat de Miami 97, Grizzlies de Memphis 94   | OT | Cox Pavilion, Las Vegas, Nevada Affluence : 0 Arbitres : Danielle Scott, Marcy Williams, Ben Stirt |
| 11 août | Boxscore | Score par quart-temps : 13–24, 25–25, 20–17, 30–22 ; prolongation : 9–6 |                                           |                                             | OT | Cox Pavilion, Las Vegas, Nevada Affluence : 0 Arbitres : Danielle Scott, Marcy Williams, Ben Stirt |
| 11 août | Boxscore | Strus 32 Yurtseven 11 Jarreau 10                                        | Points Rebonds Passes d.                  | McDermott, Williams 19 Konchar 11 Tillman 7 | OT | Cox Pavilion, Las Vegas, Nevada Affluence : 0 Arbitres : Danielle Scott, Marcy Williams, Ben Stirt |

| 11 août | Boxscore | Cavaliers de Cleveland 94, Magic d'Orlando 84      | Cavaliers de Cleveland 94, Magic d'Orlando 84 | Cavaliers de Cleveland 94, Magic d'Orlando 84 |  | Thomas and Mack Center, Las Vegas, Nevada Affluence : 0 Arbitres : J.D. Ralls, Jacob Barnett, Mike Wallace |
| 11 août | Boxscore | Score par quart-temps : 22–23, 23–19, 25–13, 24–29 |                                               |                                               |  | Thomas and Mack Center, Las Vegas, Nevada Affluence : 0 Arbitres : J.D. Ralls, Jacob Barnett, Mike Wallace |
| 11 août | Boxscore | Okoro 15 3 joueurs 9 Mobley 6                      | Points Rebonds Passes d.                      | Suggs 16 Suggs 8 Suggs 5                      |  | Thomas and Mack Center, Las Vegas, Nevada Affluence : 0 Arbitres : J.D. Ralls, Jacob Barnett, Mike Wallace |

| 11 août | Boxscore | Thunder d'Oklahoma City 65, Pelicans de La Nouvelle-Orléans 80 | Thunder d'Oklahoma City 65, Pelicans de La Nouvelle-Orléans 80 | Thunder d'Oklahoma City 65, Pelicans de La Nouvelle-Orléans 80 |  | Cox Pavilion, Las Vegas, Nevada Affluence : 0 Arbitres : Blanca Burns, Greg Dandridge, Demoya Williams |
| 11 août | Boxscore | Score par quart-temps : 17–22, 18–13, 14–22, 16–23             |                                                                |                                                                |  | Cox Pavilion, Las Vegas, Nevada Affluence : 0 Arbitres : Blanca Burns, Greg Dandridge, Demoya Williams |
| 11 août | Boxscore | Wiggins 16 Mann 6 Mann 7                                       | Points Rebonds Passes d.                                       | Marshall 18 Marshall 11 Lewis Jr. 5                            |  | Cox Pavilion, Las Vegas, Nevada Affluence : 0 Arbitres : Blanca Burns, Greg Dandridge, Demoya Williams |

| 11 août | Boxscore | Raptors de Toronto 84, Warriors de Golden State 90 | Raptors de Toronto 84, Warriors de Golden State 90 | Raptors de Toronto 84, Warriors de Golden State 90 |  | Thomas and Mack Center, Las Vegas, Nevada Affluence : 0 Arbitres : Angelica Suffren, Julian Scott, Chelisa Painter, Mike Wallace |
| 11 août | Boxscore | Score par quart-temps : 19–17, 16–27, 21–22, 28–24 |                                                    |                                                    |  | Thomas and Mack Center, Las Vegas, Nevada Affluence : 0 Arbitres : Angelica Suffren, Julian Scott, Chelisa Painter, Mike Wallace |
| 11 août | Boxscore | Flynn 16 Banton 12 Banton 3                        | Points Rebonds Passes d.                           | Kuminga 18 McLaughlin 7 McLaughlin 6               |  | Thomas and Mack Center, Las Vegas, Nevada Affluence : 0 Arbitres : Angelica Suffren, Julian Scott, Chelisa Painter, Mike Wallace |

| 11 août | Boxscore | Jazz de l'Utah 81, Mavericks de Dallas 80                               | Jazz de l'Utah 81, Mavericks de Dallas 80 | Jazz de l'Utah 81, Mavericks de Dallas 80 | OT | Cox Pavilion, Las Vegas, Nevada Affluence : 0 Arbitres : Jenna Reneau, Tyler Mirkovich, Kristyne Esparza |
| 11 août | Boxscore | Score par quart-temps : 18–17, 15–21, 26–16, 16–21 ; prolongation : 6–5 |                                           |                                           | OT | Cox Pavilion, Las Vegas, Nevada Affluence : 0 Arbitres : Jenna Reneau, Tyler Mirkovich, Kristyne Esparza |
| 11 août | Boxscore | Forrest 16 Azubuike, Brantley 8 Forrest 9                               | Points Rebonds Passes d.                  | Franks 17 Figueroa 14 Hinton 6            | OT | Cox Pavilion, Las Vegas, Nevada Affluence : 0 Arbitres : Jenna Reneau, Tyler Mirkovich, Kristyne Esparza |

| 11 août | Boxscore | Knicks de New York 91, Lakers de Los Angeles 82    | Knicks de New York 91, Lakers de Los Angeles 82 | Knicks de New York 91, Lakers de Los Angeles 82 |  | Thomas and Mack Center, Las Vegas, Nevada Affluence : 0 Arbitres : Kevin Fahy, Josh Wilson, Jason Alabanza |
| 11 août | Boxscore | Score par quart-temps : 25–20, 15–13, 18–24, 33–25 |                                                 |                                                 |  | Thomas and Mack Center, Las Vegas, Nevada Affluence : 0 Arbitres : Kevin Fahy, Josh Wilson, Jason Alabanza |
| 11 août | Boxscore | Quickley 25 Toppin 11 Quickley 7                   | Points Rebonds Passes d.                        | Cacok, Law 14 McClung 7 Robinson 6              |  | Thomas and Mack Center, Las Vegas, Nevada Affluence : 0 Arbitres : Kevin Fahy, Josh Wilson, Jason Alabanza |

#### Jour 5
| 12 août | Boxscore | Spurs de San Antonio 106, Hornets de Charlotte 105 | Spurs de San Antonio 106, Hornets de Charlotte 105 | Spurs de San Antonio 106, Hornets de Charlotte 105 |  | Cox Pavilion, Las Vegas, Nevada Affluence : 0 Arbitres : ShaRae Mitchell, Clare Aubry, Nate Cearley |
| 12 août | Boxscore | Score par quart-temps : 23–18, 31–33, 26–25, 26–29 |                                                    |                                                    |  | Cox Pavilion, Las Vegas, Nevada Affluence : 0 Arbitres : ShaRae Mitchell, Clare Aubry, Nate Cearley |
| 12 août | Boxscore | Jones 34 Jones 8 Jones 9                           | Points Rebonds Passes d.                           | Bouknight 23 Carey Jr. 8 Bouknight 8               |  | Cox Pavilion, Las Vegas, Nevada Affluence : 0 Arbitres : ShaRae Mitchell, Clare Aubry, Nate Cearley |

| 12 août | Boxscore | Bulls de Chicago 59, Timberwolves du Minnesota 78  | Bulls de Chicago 59, Timberwolves du Minnesota 78 | Bulls de Chicago 59, Timberwolves du Minnesota 78       |  | Thomas and Mack Center, Las Vegas, Nevada Affluence : 0 Arbitres : Ashley Gloss, Karleena Tobin, Chastity Taylor |
| 12 août | Boxscore | Score par quart-temps : 14–15, 18–15, 15–28, 12–20 |                                                   |                                                         |  | Thomas and Mack Center, Las Vegas, Nevada Affluence : 0 Arbitres : Ashley Gloss, Karleena Tobin, Chastity Taylor |
| 12 août | Boxscore | Williams 18 Williams 10 Williams 3                 | Points Rebonds Passes d.                          | McDaniels 15 McDaniels, Wright IV 8 Knight, Wright IV 3 |  | Thomas and Mack Center, Las Vegas, Nevada Affluence : 0 Arbitres : Ashley Gloss, Karleena Tobin, Chastity Taylor |

| 12 août | Boxscore | Wizards de Washington 81, Nets de Brooklyn 84                            | Wizards de Washington 81, Nets de Brooklyn 84 | Wizards de Washington 81, Nets de Brooklyn 84 | 2OT | Cox Pavilion, Las Vegas, Nevada Affluence : 0 Arbitres : Matt Kallio, Kelly Broomfield, Kaitlyn Bunger |
| 12 août | Boxscore | Score par quart-temps : 15–18, 19–18, 18–15, 22–23 ; prolongation : 7–10 |                                               |                                               | 2OT | Cox Pavilion, Las Vegas, Nevada Affluence : 0 Arbitres : Matt Kallio, Kelly Broomfield, Kaitlyn Bunger |
| 12 août | Boxscore | Echenique 17 Huff 8 Rathan-Mayes 9                                       | Points Rebonds Passes d.                      | Thomas 31 Sharpe 12 Duke Jr., Sharpe 3        | 2OT | Cox Pavilion, Las Vegas, Nevada Affluence : 0 Arbitres : Matt Kallio, Kelly Broomfield, Kaitlyn Bunger |

| 12 août | Boxscore | Pacers de l'Indiana 97, Trail Blazers de Portland 64 | Pacers de l'Indiana 97, Trail Blazers de Portland 64 | Pacers de l'Indiana 97, Trail Blazers de Portland 64 |  | Thomas and Mack Center, Las Vegas, Nevada Affluence : 0 Arbitres : Angel Kent, Ben Stirt, Josh Reed |
| 12 août | Boxscore | Score par quart-temps : 21–20, 23–17, 27–7, 26–20    |                                                      |                                                      |  | Thomas and Mack Center, Las Vegas, Nevada Affluence : 0 Arbitres : Angel Kent, Ben Stirt, Josh Reed |
| 12 août | Boxscore | Duarte 19 Robinson, Taylor 8 Duarte 6                | Points Rebonds Passes d.                             | Blakeney 15 Brown III 7 Simmons 6                    |  | Thomas and Mack Center, Las Vegas, Nevada Affluence : 0 Arbitres : Angel Kent, Ben Stirt, Josh Reed |

| 12 août | Boxscore | Magic d'Orlando 71, Celtics de Boston 108          | Magic d'Orlando 71, Celtics de Boston 108 | Magic d'Orlando 71, Celtics de Boston 108 |  | Cox Pavilion, Las Vegas, Nevada Affluence : 0 Arbitres : Ryan Sassano, Demoya Williams, Grant Detrick |
| 12 août | Boxscore | Score par quart-temps : 16–25, 15–25, 11–26, 29–32 |                                           |                                           |  | Cox Pavilion, Las Vegas, Nevada Affluence : 0 Arbitres : Ryan Sassano, Demoya Williams, Grant Detrick |
| 12 août | Boxscore | McCall 12 Midtgaard, Teske 4 Eaddy 3               | Points Rebonds Passes d.                  | Hauser 21 Nesmith 9 Pritchard 9           |  | Cox Pavilion, Las Vegas, Nevada Affluence : 0 Arbitres : Ryan Sassano, Demoya Williams, Grant Detrick |

| 12 août | Boxscore | Rockets de Houston 76, Raptors de Toronto 92       | Rockets de Houston 76, Raptors de Toronto 92 | Rockets de Houston 76, Raptors de Toronto 92 |  | Thomas and Mack Center, Las Vegas, Nevada Affluence : 0 Arbitres : Danielle Scott, Paul Tuomey, Ian McClenny |
| 12 août | Boxscore | Score par quart-temps : 19–23, 16–27, 14–18, 27–24 |                                              |                                              |  | Thomas and Mack Center, Las Vegas, Nevada Affluence : 0 Arbitres : Danielle Scott, Paul Tuomey, Ian McClenny |
| 12 août | Boxscore | Christopher 14 Şengün 10 Christopher, Şengün 3     | Points Rebonds Passes d.                     | Wainright 20 Adams 8 Quatre joueurs 3        |  | Thomas and Mack Center, Las Vegas, Nevada Affluence : 0 Arbitres : Danielle Scott, Paul Tuomey, Ian McClenny |

| 12 août | Boxscore | 76ers de Philadelphie 96, Hawks d'Atlanta 88                             | 76ers de Philadelphie 96, Hawks d'Atlanta 88 | 76ers de Philadelphie 96, Hawks d'Atlanta 88 | OT | Cox Pavilion, Las Vegas, Nevada Affluence : 0 Arbitres : Pat O'Connell, Lauren Niemiera, Intae Hwang |
| 12 août | Boxscore | Score par quart-temps : 14–23, 21–20, 29–21, 22–22 ; prolongation : 10–2 |                                              |                                              | OT | Cox Pavilion, Las Vegas, Nevada Affluence : 0 Arbitres : Pat O'Connell, Lauren Niemiera, Intae Hwang |
| 12 août | Boxscore | Maxey 31 Reed 12 Maxey 5                                                 | Points Rebonds Passes d.                     | Cooper 21 Johnson 11 Cooper 12               | OT | Cox Pavilion, Las Vegas, Nevada Affluence : 0 Arbitres : Pat O'Connell, Lauren Niemiera, Intae Hwang |

| 12 août | Boxscore | Suns de Phoenix 90, Nuggets de Denver 84           | Suns de Phoenix 90, Nuggets de Denver 84 | Suns de Phoenix 90, Nuggets de Denver 84 |  | Thomas and Mack Center, Las Vegas, Nevada Affluence : 0 Arbitres : Tyler Ricks, Brent Haskill, Devorah Robinson-Ashe |
| 12 août | Boxscore | Score par quart-temps : 20–23, 21–20, 26–24, 23–17 |                                          |                                          |  | Thomas and Mack Center, Las Vegas, Nevada Affluence : 0 Arbitres : Tyler Ricks, Brent Haskill, Devorah Robinson-Ashe |
| 12 août | Boxscore | Jalen Smith 21 Jalen Smith 11 Jaleen Smith 7       | Points Rebonds Passes d.                 | Bol 18 Nnaji 9 Gray 7                    |  | Thomas and Mack Center, Las Vegas, Nevada Affluence : 0 Arbitres : Tyler Ricks, Brent Haskill, Devorah Robinson-Ashe |

#### Jour 6
| 13 août | Boxscore | Timberwolves du Minnesota 91, Bucks de Milwaukee 64 | Timberwolves du Minnesota 91, Bucks de Milwaukee 64 | Timberwolves du Minnesota 91, Bucks de Milwaukee 64 |  | Thomas and Mack Center, Las Vegas, Nevada Affluence : 0 Arbitres : Isaac Barnett, Greg Dandridge, Devorah Robinson-Ashe |
| 13 août | Boxscore | Score par quart-temps : 26–18, 27–14, 14–20, 24–12  |                                                     |                                                     |  | Thomas and Mack Center, Las Vegas, Nevada Affluence : 0 Arbitres : Isaac Barnett, Greg Dandridge, Devorah Robinson-Ashe |
| 13 août | Boxscore | Nowell 26 Blackshear Jr. 7 Knight 6                 | Points Rebonds Passes d.                            | Randolph 17 Diakite 10 Kalaïtzákis 7                |  | Thomas and Mack Center, Las Vegas, Nevada Affluence : 0 Arbitres : Isaac Barnett, Greg Dandridge, Devorah Robinson-Ashe |

| 13 août | Boxscore | Heat de Miami 65, Jazz de l'Utah 84                | Heat de Miami 65, Jazz de l'Utah 84 | Heat de Miami 65, Jazz de l'Utah 84 |  | Cox Pavilion, Las Vegas, Nevada Affluence : 0 Arbitres : Angelica Suffren, Charles Watson, Jason Alabanza |
| 13 août | Boxscore | Score par quart-temps : 17–13, 16–19, 20–27, 12–25 |                                     |                                     |  | Cox Pavilion, Las Vegas, Nevada Affluence : 0 Arbitres : Angelica Suffren, Charles Watson, Jason Alabanza |
| 13 août | Boxscore | Yurtseven 16 Yurtseven 11 Jarreau 4                | Points Rebonds Passes d.            | Forrest 19 Forrest 10 Forrest 6     |  | Cox Pavilion, Las Vegas, Nevada Affluence : 0 Arbitres : Angelica Suffren, Charles Watson, Jason Alabanza |

| 13 août | Boxscore | Pelicans de La Nouvelle-Orléans 87, Cavaliers de Cleveland 74 | Pelicans de La Nouvelle-Orléans 87, Cavaliers de Cleveland 74 | Pelicans de La Nouvelle-Orléans 87, Cavaliers de Cleveland 74 |  | Thomas and Mack Center, Las Vegas, Nevada Affluence : 0 Arbitres : Robert Hussey, Karleena Tobin, Daniel Powers |
| 13 août | Boxscore | Score par quart-temps : 16–17, 21–16, 27–18, 23–23            |                                                               |                                                               |  | Thomas and Mack Center, Las Vegas, Nevada Affluence : 0 Arbitres : Robert Hussey, Karleena Tobin, Daniel Powers |
| 13 août | Boxscore | Lewis Jr. 22 Marshall 11 Murphy III 7                         | Points Rebonds Passes d.                                      | Thomas 15 Mobley 11 Stevens 4                                 |  | Thomas and Mack Center, Las Vegas, Nevada Affluence : 0 Arbitres : Robert Hussey, Karleena Tobin, Daniel Powers |

| 13 août | Boxscore | Warriors de Golden State 94, Thunder d'Oklahoma City 84 | Warriors de Golden State 94, Thunder d'Oklahoma City 84 | Warriors de Golden State 94, Thunder d'Oklahoma City 84 |  | Cox Pavilion, Las Vegas, Nevada Affluence : 0 Arbitres : Blanca Burns, Randy Richardson, Catherine Chang |
| 13 août | Boxscore | Score par quart-temps : 27–32, 24–20, 20–20, 23–12      |                                                         |                                                         |  | Cox Pavilion, Las Vegas, Nevada Affluence : 0 Arbitres : Blanca Burns, Randy Richardson, Catherine Chang |
| 13 août | Boxscore | Moody 22 Payton II 8 Payton II 6                        | Points Rebonds Passes d.                                | Edwards 23 Robinson-Earl 9 Maledon 5                    |  | Cox Pavilion, Las Vegas, Nevada Affluence : 0 Arbitres : Blanca Burns, Randy Richardson, Catherine Chang |

| 13 août | Boxscore | Knicks de New York 87, Pistons de Détroit 93       | Knicks de New York 87, Pistons de Détroit 93 | Knicks de New York 87, Pistons de Détroit 93 |  | Thomas and Mack Center, Las Vegas, Nevada Affluence : 0 Arbitres : Dannica Mosher, Kristyne Esparza, Cameron Gelinas |
| 13 août | Boxscore | Score par quart-temps : 13–25, 18–11, 17–28, 39–29 |                                              |                                              |  | Thomas and Mack Center, Las Vegas, Nevada Affluence : 0 Arbitres : Dannica Mosher, Kristyne Esparza, Cameron Gelinas |
| 13 août | Boxscore | Toppin 31 Toppin 9 Quickley 9                      | Points Rebonds Passes d.                     | Cunningham 24 Bey 13 Hayes 6                 |  | Thomas and Mack Center, Las Vegas, Nevada Affluence : 0 Arbitres : Dannica Mosher, Kristyne Esparza, Cameron Gelinas |

| 13 août | Boxscore | Grizzlies de Memphis 75, Kings de Sacramento 90    | Grizzlies de Memphis 75, Kings de Sacramento 90 | Grizzlies de Memphis 75, Kings de Sacramento 90 |  | Cox Pavilion, Las Vegas, Nevada Affluence : 0 Arbitres : Kevin Fahy, Jenna Reneau, Paul Tuomey |
| 13 août | Boxscore | Score par quart-temps : 13–19, 24–23, 26–24, 12–24 |                                                 |                                                 |  | Cox Pavilion, Las Vegas, Nevada Affluence : 0 Arbitres : Kevin Fahy, Jenna Reneau, Paul Tuomey |
| 13 août | Boxscore | McDermott 13 Aldama 12 Merrill 4                   | Points Rebonds Passes d.                        | Mitchell, Ramsey 19 Metu 9 Mitchell 4           |  | Cox Pavilion, Las Vegas, Nevada Affluence : 0 Arbitres : Kevin Fahy, Jenna Reneau, Paul Tuomey |

| 13 août | Boxscore | Lakers de Los Angeles 86, Clippers de Los Angeles 84 | Lakers de Los Angeles 86, Clippers de Los Angeles 84 | Lakers de Los Angeles 86, Clippers de Los Angeles 84 |  | Thomas and Mack Center, Las Vegas, Nevada Affluence : 0 Arbitres : Brandon Schwab, Marcy Williams, Klajdi Mulla |
| 13 août | Boxscore | Score par quart-temps : 17–15, 27–22, 17–20, 25–27   |                                                      |                                                      |  | Thomas and Mack Center, Las Vegas, Nevada Affluence : 0 Arbitres : Brandon Schwab, Marcy Williams, Klajdi Mulla |
| 13 août | Boxscore | Law 15 Law 8 Cacok 4                                 | Points Rebonds Passes d.                             | Boston Jr. 17 Hicks 10 Scrubb 6                      |  | Thomas and Mack Center, Las Vegas, Nevada Affluence : 0 Arbitres : Brandon Schwab, Marcy Williams, Klajdi Mulla |

#### Jour 7
| 14 août | Boxscore | Nuggets de Denver 89, Mavericks de Dallas 85                            | Nuggets de Denver 89, Mavericks de Dallas 85 | Nuggets de Denver 89, Mavericks de Dallas 85 | OT | Cox Pavilion, Las Vegas, Nevada Affluence : 0 Arbitres : John Conley, Agon Abazi, Lauren Niemiera |
| 14 août | Boxscore | Score par quart-temps : 15–22, 24–19, 14–23, 28–17 ; prolongation : 8–4 |                                              |                                              | OT | Cox Pavilion, Las Vegas, Nevada Affluence : 0 Arbitres : John Conley, Agon Abazi, Lauren Niemiera |
| 14 août | Boxscore | Hyland 28 Cheatham 18 Burton 6                                          | Points Rebonds Passes d.                     | Omoruyi 20 Hinton 7 Jones 8                  | OT | Cox Pavilion, Las Vegas, Nevada Affluence : 0 Arbitres : John Conley, Agon Abazi, Lauren Niemiera |

| 14 août | Boxscore | Hawks d'Atlanta 94, Heat de Miami 90               | Hawks d'Atlanta 94, Heat de Miami 90 | Hawks d'Atlanta 94, Heat de Miami 90 |  | Thomas and Mack Center, Las Vegas, Nevada Affluence : 0 Arbitres : Matt Kallio, Clare Aubry, Ian McClenny |
| 14 août | Boxscore | Score par quart-temps : 26–24, 26–27, 19–21, 23–18 |                                      |                                      |  | Thomas and Mack Center, Las Vegas, Nevada Affluence : 0 Arbitres : Matt Kallio, Clare Aubry, Ian McClenny |
| 14 août | Boxscore | Mays 26 Johnson 7 Mays 9                           | Points Rebonds Passes d.             | Strus 24 Jarreau, McCoy 8 Jarreau 9  |  | Thomas and Mack Center, Las Vegas, Nevada Affluence : 0 Arbitres : Matt Kallio, Clare Aubry, Ian McClenny |

| 14 août | Boxscore | 76ers de Philadelphie 80, Celtics de Boston 100    | 76ers de Philadelphie 80, Celtics de Boston 100 | 76ers de Philadelphie 80, Celtics de Boston 100 |  | Cox Pavilion, Las Vegas, Nevada Affluence : 0 Arbitres : Danielle Scott, Ken Jones, Julian McFadden |
| 14 août | Boxscore | Score par quart-temps : 21–28, 18–20, 14–30, 27–22 |                                                 |                                                 |  | Cox Pavilion, Las Vegas, Nevada Affluence : 0 Arbitres : Danielle Scott, Ken Jones, Julian McFadden |
| 14 août | Boxscore | Joe 15 Reed 10 Joe 4                               | Points Rebonds Passes d.                        | Auguste 18 Fernando 11 Edwards 7                |  | Cox Pavilion, Las Vegas, Nevada Affluence : 0 Arbitres : Danielle Scott, Ken Jones, Julian McFadden |

| 14 août | Boxscore | Pacers de l'Indiana 95, Thunder d'Oklahoma City 61 | Pacers de l'Indiana 95, Thunder d'Oklahoma City 61 | Pacers de l'Indiana 95, Thunder d'Oklahoma City 61 |  | Thomas and Mack Center, Las Vegas, Nevada Affluence : 0 Arbitres : Pat O'Connell, Teresa Stuck, Josh Wilson |
| 14 août | Boxscore | Score par quart-temps : 15–14, 28–18, 24–18, 28–11 |                                                    |                                                    |  | Thomas and Mack Center, Las Vegas, Nevada Affluence : 0 Arbitres : Pat O'Connell, Teresa Stuck, Josh Wilson |
| 14 août | Boxscore | Duarte 19 Brimah, Stanley 6 Duarte, Sykes 4        | Points Rebonds Passes d.                           | Hoard 16 Robinson-Earl 10 Maledon 6                |  | Thomas and Mack Center, Las Vegas, Nevada Affluence : 0 Arbitres : Pat O'Connell, Teresa Stuck, Josh Wilson |

| 14 août | Boxscore | Hornets de Charlotte 79, Raptors de Toronto 80    | Hornets de Charlotte 79, Raptors de Toronto 80 | Hornets de Charlotte 79, Raptors de Toronto 80 |  | Cox Pavilion, Las Vegas, Nevada Affluence : 0 Arbitres : J.D. Ralls, Ryan Sassano, Grant Detrick |
| 14 août | Boxscore | Score par quart-temps : 8–13, 29–15, 27–23, 15–29 |                                                |                                                |  | Cox Pavilion, Las Vegas, Nevada Affluence : 0 Arbitres : J.D. Ralls, Ryan Sassano, Grant Detrick |
| 14 août | Boxscore | Bouknight 14 Jones 16 Riller 7                    | Points Rebonds Passes d.                       | Barnes 23 Flynn 10 Flynn 7                     |  | Cox Pavilion, Las Vegas, Nevada Affluence : 0 Arbitres : J.D. Ralls, Ryan Sassano, Grant Detrick |

| 14 août | Boxscore | Cavaliers de Cleveland 94, Knicks de New York 103  | Cavaliers de Cleveland 94, Knicks de New York 103 | Cavaliers de Cleveland 94, Knicks de New York 103 |  | Thomas and Mack Center, Las Vegas, Nevada Affluence : 0 Arbitres : Biniam Maru, Marcy Williams, Intae Hwang |
| 14 août | Boxscore | Score par quart-temps : 21–22, 29–38, 15–21, 29–22 |                                                   |                                                   |  | Thomas and Mack Center, Las Vegas, Nevada Affluence : 0 Arbitres : Biniam Maru, Marcy Williams, Intae Hwang |
| 14 août | Boxscore | Stevens 21 Kabengele 9 Hands, Thomas 5             | Points Rebonds Passes d.                          | Grimes 28 Sims 9 Davis, McBride 5                 |  | Thomas and Mack Center, Las Vegas, Nevada Affluence : 0 Arbitres : Biniam Maru, Marcy Williams, Intae Hwang |

| 14 août | Boxscore | Trail Blazers de Portland 70, Suns de Phoenix 79   | Trail Blazers de Portland 70, Suns de Phoenix 79 | Trail Blazers de Portland 70, Suns de Phoenix 79          |  | Cox Pavilion, Las Vegas, Nevada Affluence : 0 Arbitres : Tyler Ricks, Kelsey Reynolds, Julian Scott |
| 14 août | Boxscore | Score par quart-temps : 15–20, 21–19, 18–20, 16–20 |                                                  |                                                           |  | Cox Pavilion, Las Vegas, Nevada Affluence : 0 Arbitres : Tyler Ricks, Kelsey Reynolds, Julian Scott |
| 14 août | Boxscore | Beasley 14 Brown III 6 Mudiay 11                   | Points Rebonds Passes d.                         | Jalen Smith 17 Jalen Smith 12 Gudmundsson, Jaleen Smith 5 |  | Cox Pavilion, Las Vegas, Nevada Affluence : 0 Arbitres : Tyler Ricks, Kelsey Reynolds, Julian Scott |

| 14 août | Boxscore | Pistons de Détroit 103, Lakers de Los Angeles 86   | Pistons de Détroit 103, Lakers de Los Angeles 86 | Pistons de Détroit 103, Lakers de Los Angeles 86 |  | Thomas and Mack Center, Las Vegas, Nevada Affluence : 0 Arbitres : Toni Patillo, Matt Rafferty, Jacob Barnett |
| 14 août | Boxscore | Score par quart-temps : 29–17, 19–26, 29–20, 26–23 |                                                  |                                                  |  | Thomas and Mack Center, Las Vegas, Nevada Affluence : 0 Arbitres : Toni Patillo, Matt Rafferty, Jacob Barnett |
| 14 août | Boxscore | Lee 22 Garza 14 Bey, Francis 6                     | Points Rebonds Passes d.                         | Tinkle 13 Tinkle 9 Floyd 5                       |  | Thomas and Mack Center, Las Vegas, Nevada Affluence : 0 Arbitres : Toni Patillo, Matt Rafferty, Jacob Barnett |

#### Jour 8
| 15 août | Boxscore | Mavericks de Dallas 70, Kings de Sacramento 86     | Mavericks de Dallas 70, Kings de Sacramento 86 | Mavericks de Dallas 70, Kings de Sacramento 86 |  | Cox Pavilion, Las Vegas, Nevada Affluence : 0 Arbitres : Brandon Schwab, Kelsey Reynolds, Cameron Gelinas |
| 15 août | Boxscore | Score par quart-temps : 15–22, 17–18, 21–18, 17–28 |                                                |                                                |  | Cox Pavilion, Las Vegas, Nevada Affluence : 0 Arbitres : Brandon Schwab, Kelsey Reynolds, Cameron Gelinas |
| 15 août | Boxscore | Jones 18 Hinton, Hunt 8 Jones 4                    | Points Rebonds Passes d.                       | King 18 Terry, Woodard II 8 Mitchell 5         |  | Cox Pavilion, Las Vegas, Nevada Affluence : 0 Arbitres : Brandon Schwab, Kelsey Reynolds, Cameron Gelinas |

| 15 août | Boxscore | Bucks de Milwaukee 83, Wizards de Washington 93                | Bucks de Milwaukee 83, Wizards de Washington 93 | Bucks de Milwaukee 83, Wizards de Washington 93 |  | Thomas and Mack Center, Las Vegas, Nevada Affluence : 0 Arbitres : Jenna Reneau, Ken Jones, Nate Anderson |
| 15 août | Boxscore | Score par quart-temps : 25–18, 13–26, 21–25, 24–24             |                                                 |                                                 |  | Thomas and Mack Center, Las Vegas, Nevada Affluence : 0 Arbitres : Jenna Reneau, Ken Jones, Nate Anderson |
| 15 août | Boxscore | Diakite, Nwora 18 Mamukelashvili 10 Crutcher, Mamukelashvili 5 | Points Rebonds Passes d.                        | Kispert 18 Homesley 8 Homesley 5                |  | Thomas and Mack Center, Las Vegas, Nevada Affluence : 0 Arbitres : Jenna Reneau, Ken Jones, Nate Anderson |

| 15 août | Boxscore | Jazz de l'Utah 90, Clippers de Los Angeles 94      | Jazz de l'Utah 90, Clippers de Los Angeles 94 | Jazz de l'Utah 90, Clippers de Los Angeles 94 |  | Cox Pavilion, Las Vegas, Nevada Affluence : 0 Arbitres : J.D. Ralls, Kelly Broomfield, Jacob Barnett |
| 15 août | Boxscore | Score par quart-temps : 22–22, 21–30, 23–21, 24–21 |                                               |                                               |  | Cox Pavilion, Las Vegas, Nevada Affluence : 0 Arbitres : J.D. Ralls, Kelly Broomfield, Jacob Barnett |
| 15 août | Boxscore | Azubuike, Forrest 18 Azubuike 10 Forrest 5         | Points Rebonds Passes d.                      | Coffey 20 Oturu 8 Preston 5                   |  | Cox Pavilion, Las Vegas, Nevada Affluence : 0 Arbitres : J.D. Ralls, Kelly Broomfield, Jacob Barnett |

| 15 août | Boxscore | Nets de Brooklyn 104, Spurs de San Antonio 100     | Nets de Brooklyn 104, Spurs de San Antonio 100 | Nets de Brooklyn 104, Spurs de San Antonio 100 |  | Thomas and Mack Center, Las Vegas, Nevada Affluence : 0 Arbitres : ShaRae Mitchell, Charles Watson, Nate Cearley |
| 15 août | Boxscore | Score par quart-temps : 20–30, 28–23, 29–23, 27–24 |                                                |                                                |  | Thomas and Mack Center, Las Vegas, Nevada Affluence : 0 Arbitres : ShaRae Mitchell, Charles Watson, Nate Cearley |
| 15 août | Boxscore | Thomas 36 Johnson 14 Knight 3                      | Points Rebonds Passes d.                       | Primo 21 3 joueurs 6 Jones 5                   |  | Thomas and Mack Center, Las Vegas, Nevada Affluence : 0 Arbitres : ShaRae Mitchell, Charles Watson, Nate Cearley |

| 15 août | Boxscore | Timberwolves du Minnesota 99, 76ers de Philadelphie 96                  | Timberwolves du Minnesota 99, 76ers de Philadelphie 96 | Timberwolves du Minnesota 99, 76ers de Philadelphie 96 | OT | Cox Pavilion, Las Vegas, Nevada Affluence : 0 Arbitres : Angel Kent, Greg Dandridge, Jason Alabanza |
| 15 août | Boxscore | Score par quart-temps : 18–20, 23–24, 23–19, 27–28 ; prolongation : 8–5 |                                                        |                                                        | OT | Cox Pavilion, Las Vegas, Nevada Affluence : 0 Arbitres : Angel Kent, Greg Dandridge, Jason Alabanza |
| 15 août | Boxscore | Nowell 26 Miller 9 Wright IV 5                                          | Points Rebonds Passes d.                               | Reed 27 Reed 20 Springer 6                             | OT | Cox Pavilion, Las Vegas, Nevada Affluence : 0 Arbitres : Angel Kent, Greg Dandridge, Jason Alabanza |

| 15 août | Boxscore | Magic d'Orlando 89, Rockets de Houston 76          | Magic d'Orlando 89, Rockets de Houston 76 | Magic d'Orlando 89, Rockets de Houston 76 |  | Thomas and Mack Center, Las Vegas, Nevada Affluence : 0 Arbitres : Brent Haskill, Agon Abazi, Ben Stirt |
| 15 août | Boxscore | Score par quart-temps : 23–19, 26–26, 19–18, 21–13 |                                           |                                           |  | Thomas and Mack Center, Las Vegas, Nevada Affluence : 0 Arbitres : Brent Haskill, Agon Abazi, Ben Stirt |
| 15 août | Boxscore | Maten 18 Maten 9 Gravett 5                         | Points Rebonds Passes d.                  | Christopher 22 Şengün 10 Waters 5         |  | Thomas and Mack Center, Las Vegas, Nevada Affluence : 0 Arbitres : Brent Haskill, Agon Abazi, Ben Stirt |

| 15 août | Boxscore | Warriors de Golden State 79, Pelicans de La Nouvelle-Orléans 80         | Warriors de Golden State 79, Pelicans de La Nouvelle-Orléans 80 | Warriors de Golden State 79, Pelicans de La Nouvelle-Orléans 80 | OT | Cox Pavilion, Las Vegas, Nevada Affluence : 0 Arbitres : Tyler Mirkovich, Matt Rafferty, Julian McFadden |
| 15 août | Boxscore | Score par quart-temps : 18–17, 19–20, 16–18, 23–21 ; prolongation : 3–4 |                                                                 |                                                                 | OT | Cox Pavilion, Las Vegas, Nevada Affluence : 0 Arbitres : Tyler Mirkovich, Matt Rafferty, Julian McFadden |
| 15 août | Boxscore | Kuminga 17 Kuminga 8 McLaughlin 8                                       | Points Rebonds Passes d.                                        | Murphy 22 Marshall 12 Lewis Jr. 8                               | OT | Cox Pavilion, Las Vegas, Nevada Affluence : 0 Arbitres : Tyler Mirkovich, Matt Rafferty, Julian McFadden |

| 15 août | Boxscore | Grizzlies de Memphis 96, Bulls de Chicago 91       | Grizzlies de Memphis 96, Bulls de Chicago 91 | Grizzlies de Memphis 96, Bulls de Chicago 91 |  | Thomas and Mack Center, Las Vegas, Nevada Affluence : 0 Arbitres : Randy Richardson, Paul Tuomey, Teresa Stuck |
| 15 août | Boxscore | Score par quart-temps : 24–19, 29–22, 16–31, 27–19 |                                              |                                              |  | Thomas and Mack Center, Las Vegas, Nevada Affluence : 0 Arbitres : Randy Richardson, Paul Tuomey, Teresa Stuck |
| 15 août | Boxscore | Buchanan, Sarr 15 Aldama 11 Aldama, Merrill 4      | Points Rebonds Passes d.                     | Dosunmu 26 Shittu 10 Simonovic 6             |  | Thomas and Mack Center, Las Vegas, Nevada Affluence : 0 Arbitres : Randy Richardson, Paul Tuomey, Teresa Stuck |

#### Tournoi de consolation
| 16 août | Boxscore | Pacers de l'Indiana 74, Wizards de Washington 65   | Pacers de l'Indiana 74, Wizards de Washington 65 | Pacers de l'Indiana 74, Wizards de Washington 65 |  | Cox Pavilion, Las Vegas, Nevada Affluence : 0 Arbitres : Tyler Ricks, Clare Aubry, Intae Hwang |
| 16 août | Boxscore | Score par quart-temps : 20–11, 14–15, 21–15, 19–24 |                                                  |                                                  |  | Cox Pavilion, Las Vegas, Nevada Affluence : 0 Arbitres : Tyler Ricks, Clare Aubry, Intae Hwang |
| 16 août | Boxscore | Stanley 19 Jackson, Stanley 7 Quatre joueurs 2     | Points Rebonds Passes d.                         | Todd 11 Todd 6 Rathan-Mayes 4                    |  | Cox Pavilion, Las Vegas, Nevada Affluence : 0 Arbitres : Tyler Ricks, Clare Aubry, Intae Hwang |

| 16 août | Boxscore | Bucks de Milwaukee 87, Nuggets de Denver 94        | Bucks de Milwaukee 87, Nuggets de Denver 94 | Bucks de Milwaukee 87, Nuggets de Denver 94 |  | Thomas and Mack Center, Las Vegas, Nevada Affluence : 0 Arbitres : Ryan Sassano, Josh Wilson, Nate Cearley |
| 16 août | Boxscore | Score par quart-temps : 24–16, 22–25, 22–28, 19–25 |                                             |                                             |  | Thomas and Mack Center, Las Vegas, Nevada Affluence : 0 Arbitres : Ryan Sassano, Josh Wilson, Nate Cearley |
| 16 août | Boxscore | Trice 24 Jones 13 Jones 5                          | Points Rebonds Passes d.                    | Hyland 20 Cheatham, Nnaji 5 Hyland 5        |  | Thomas and Mack Center, Las Vegas, Nevada Affluence : 0 Arbitres : Ryan Sassano, Josh Wilson, Nate Cearley |

| 16 août | Boxscore | Spurs de San Antonio 94, Thunder d'Oklahoma City 116 | Spurs de San Antonio 94, Thunder d'Oklahoma City 116 | Spurs de San Antonio 94, Thunder d'Oklahoma City 116 |  | Cox Pavilion, Las Vegas, Nevada Affluence : 0 Arbitres : Kelly Broomfield, Nate Anderson, Kaitlyn Bunger |
| 16 août | Boxscore | Score par quart-temps : 16–26, 21–33, 27–27, 27–30   |                                                      |                                                      |  | Cox Pavilion, Las Vegas, Nevada Affluence : 0 Arbitres : Kelly Broomfield, Nate Anderson, Kaitlyn Bunger |
| 16 août | Boxscore | 3 joueurs 12 Wieskamp 7 Robinson 4                   | Points Rebonds Passes d.                             | Edwards 23 Robinson-Earl 8 Maledon 7                 |  | Cox Pavilion, Las Vegas, Nevada Affluence : 0 Arbitres : Kelly Broomfield, Nate Anderson, Kaitlyn Bunger |

| 16 août | Boxscore | Cavaliers de Cleveland 88, Suns de Phoenix 85      | Cavaliers de Cleveland 88, Suns de Phoenix 85 | Cavaliers de Cleveland 88, Suns de Phoenix 85 |  | Thomas and Mack Center, Las Vegas, Nevada Affluence : 0 Arbitres : Toni Patillo, Biniam Maru, Grant Detrick |
| 16 août | Boxscore | Score par quart-temps : 18–20, 25–15, 21–27, 24–23 |                                               |                                               |  | Thomas and Mack Center, Las Vegas, Nevada Affluence : 0 Arbitres : Toni Patillo, Biniam Maru, Grant Detrick |
| 16 août | Boxscore | Scott 16 Kabengele 10 Stevens 4                    | Points Rebonds Passes d.                      | Alexander 18 Alexander 14 Smith 4             |  | Thomas and Mack Center, Las Vegas, Nevada Affluence : 0 Arbitres : Toni Patillo, Biniam Maru, Grant Detrick |

| 16 août | Boxscore | Hawks d'Atlanta 85, Knicks de New York 104                         | Hawks d'Atlanta 85, Knicks de New York 104 | Hawks d'Atlanta 85, Knicks de New York 104 |  | Cox Pavilion, Las Vegas, Nevada Affluence : 0 Arbitres : Matt Kallio, Julian Scott, Hortencia Sanchez-Carrizales |
| 16 août | Boxscore | Score par quart-temps : 27–27, 25–26, 20–20, 23–31                 |                                            |                                            |  | Cox Pavilion, Las Vegas, Nevada Affluence : 0 Arbitres : Matt Kallio, Julian Scott, Hortencia Sanchez-Carrizales |
| 16 août | Boxscore | DeLaurier 18 Akoon-Purcell, DeLaurier 7 Akoon-Purcell, Schofield 4 | Points Rebonds Passes d.                   | Grimes 26 Sims 13 Quickley 7               |  | Cox Pavilion, Las Vegas, Nevada Affluence : 0 Arbitres : Matt Kallio, Julian Scott, Hortencia Sanchez-Carrizales |

| 16 août | Boxscore | Pistons de Détroit 79, Magic d'Orlando 78          | Pistons de Détroit 79, Magic d'Orlando 78 | Pistons de Détroit 79, Magic d'Orlando 78 |  | Thomas and Mack Center, Las Vegas, Nevada Affluence : 0 Arbitres : Pat O'Connell, Lauren Niemiera, Ian McClenny |
| 16 août | Boxscore | Score par quart-temps : 25–15, 19–21, 14–18, 21–24 |                                           |                                           |  | Thomas and Mack Center, Las Vegas, Nevada Affluence : 0 Arbitres : Pat O'Connell, Lauren Niemiera, Ian McClenny |
| 16 août | Boxscore | Garza 21 Garza 15 Lee 8                            | Points Rebonds Passes d.                  | Gravett 19 Juiston 5 Dowtin, Juiston 5    |  | Thomas and Mack Center, Las Vegas, Nevada Affluence : 0 Arbitres : Pat O'Connell, Lauren Niemiera, Ian McClenny |

| 16 août | Boxscore | Grizzlies de Memphis 104, Clippers de Los Angeles 95 | Grizzlies de Memphis 104, Clippers de Los Angeles 95 | Grizzlies de Memphis 104, Clippers de Los Angeles 95 |  | Cox Pavilion, Las Vegas, Nevada Affluence : 0 Arbitres : Charles Watson, Omar Bermudez, Paul Tuomey |
| 16 août | Boxscore | Score par quart-temps : 28–17, 29–19, 22–29, 25–30   |                                                      |                                                      |  | Cox Pavilion, Las Vegas, Nevada Affluence : 0 Arbitres : Charles Watson, Omar Bermudez, Paul Tuomey |
| 16 août | Boxscore | Buchanan 21 Sarr 13 Caver, Cowart 6                  | Points Rebonds Passes d.                             | Boston Jr. 20 Hicks 9 Preston, Wesson 5              |  | Cox Pavilion, Las Vegas, Nevada Affluence : 0 Arbitres : Charles Watson, Omar Bermudez, Paul Tuomey |

| 16 août | Boxscore | Hornets de Charlotte 74, Bulls de Chicago 99       | Hornets de Charlotte 74, Bulls de Chicago 99 | Hornets de Charlotte 74, Bulls de Chicago 99 |  | Thomas and Mack Center, Las Vegas, Nevada Affluence : 0 Arbitres : John Conley, Marcy Williams, Jason Alabanza |
| 16 août | Boxscore | Score par quart-temps : 13–17, 15–28, 22–31, 24–23 |                                              |                                              |  | Thomas and Mack Center, Las Vegas, Nevada Affluence : 0 Arbitres : John Conley, Marcy Williams, Jason Alabanza |
| 16 août | Boxscore | Jones, Lewis 16 Jones, Thor 9 Lewis 4              | Points Rebonds Passes d.                     | Dosunmu 19 Bey 11 3 joueurs 5                |  | Thomas and Mack Center, Las Vegas, Nevada Affluence : 0 Arbitres : John Conley, Marcy Williams, Jason Alabanza |

| 17 août | Boxscore | Mavericks de Dallas 83, Heat de Miami 82           | Mavericks de Dallas 83, Heat de Miami 82 | Mavericks de Dallas 83, Heat de Miami 82 |  | Thomas and Mack Center, Las Vegas, Nevada Affluence : 0 Arbitres : Biniam Maru, Omar Bermudez, Teresa Stuck |
| 17 août | Boxscore | Score par quart-temps : 22–18, 31–20, 17–19, 13–25 |                                          |                                          |  | Thomas and Mack Center, Las Vegas, Nevada Affluence : 0 Arbitres : Biniam Maru, Omar Bermudez, Teresa Stuck |
| 17 août | Boxscore | Jones 21 3 joueurs 6 Jones 5                       | Points Rebonds Passes d.                 | Okpala 16 Jarreau, Potter 10 Carter 5    |  | Thomas and Mack Center, Las Vegas, Nevada Affluence : 0 Arbitres : Biniam Maru, Omar Bermudez, Teresa Stuck |

| 17 août | Boxscore | Jazz de l'Utah 98, 76ers de Philadelphie 103       | Jazz de l'Utah 98, 76ers de Philadelphie 103 | Jazz de l'Utah 98, 76ers de Philadelphie 103 |  | Cox Pavilion, Las Vegas, Nevada Affluence : 0 Arbitres : Matt Kallio, Greg Dandridge, Hortencia Sanchez-Carrizales |
| 17 août | Boxscore | Score par quart-temps : 24–25, 25–21, 20–26, 29–31 |                                              |                                              |  | Cox Pavilion, Las Vegas, Nevada Affluence : 0 Arbitres : Matt Kallio, Greg Dandridge, Hortencia Sanchez-Carrizales |
| 17 août | Boxscore | Martin 23 Martin 12 Teague 12                      | Points Rebonds Passes d.                     | Springer 21 Reed 10 Mason III 5              |  | Cox Pavilion, Las Vegas, Nevada Affluence : 0 Arbitres : Matt Kallio, Greg Dandridge, Hortencia Sanchez-Carrizales |

| 17 août | Boxscore | Rockets de Houston 95, Trail Blazers de Portland 92 | Rockets de Houston 95, Trail Blazers de Portland 92 | Rockets de Houston 95, Trail Blazers de Portland 92 |  | Thomas and Mack Center, Las Vegas, Nevada Affluence : 0 Arbitres : Brent Haskill, Jacob Barnett, Julian McFadden |
| 17 août | Boxscore | Score par quart-temps : 18–25, 21–20, 24–25, 32–22  |                                                     |                                                     |  | Thomas and Mack Center, Las Vegas, Nevada Affluence : 0 Arbitres : Brent Haskill, Jacob Barnett, Julian McFadden |
| 17 août | Boxscore | Brooks 30 Garuba 10 Garuba 6                        | Points Rebonds Passes d.                            | Blakeney 23 Elleby 10 Mudiay 8                      |  | Thomas and Mack Center, Las Vegas, Nevada Affluence : 0 Arbitres : Brent Haskill, Jacob Barnett, Julian McFadden |

| 17 août | Boxscore | Nets de Brooklyn 72, Raptors de Toronto 86       | Nets de Brooklyn 72, Raptors de Toronto 86 | Nets de Brooklyn 72, Raptors de Toronto 86 |  | Cox Pavilion, Las Vegas, Nevada Affluence : 0 Arbitres : Angel Kent, Matt Rafferty, Ben Stirt |
| 17 août | Boxscore | Score par quart-temps : 17–22, 8–8, 22–25, 25–31 |                                            |                                            |  | Cox Pavilion, Las Vegas, Nevada Affluence : 0 Arbitres : Angel Kent, Matt Rafferty, Ben Stirt |
| 17 août | Boxscore | Knight 22 Johnson 13 Johnson 5                   | Points Rebonds Passes d.                   | Morgan 24 Adams 13 Morgan 5                |  | Cox Pavilion, Las Vegas, Nevada Affluence : 0 Arbitres : Angel Kent, Matt Rafferty, Ben Stirt |

| 17 août | Boxscore | Lakers de Los Angeles 84, Warriors de Golden State 76 | Lakers de Los Angeles 84, Warriors de Golden State 76 | Lakers de Los Angeles 84, Warriors de Golden State 76 |  | Thomas and Mack Center, Las Vegas, Nevada Affluence : 0 Arbitres : J.D. Ralls, Agon Abazi, Josh Wilson |
| 17 août | Boxscore | Score par quart-temps : 17–22, 16–20, 17–21, 34–13    |                                                       |                                                       |  | Thomas and Mack Center, Las Vegas, Nevada Affluence : 0 Arbitres : J.D. Ralls, Agon Abazi, Josh Wilson |
| 17 août | Boxscore | Queen 21 Law 9 Robinson 8                             | Points Rebonds Passes d.                              | Jessup 18 Oliver 10 McLaughlin 7                      |  | Thomas and Mack Center, Las Vegas, Nevada Affluence : 0 Arbitres : J.D. Ralls, Agon Abazi, Josh Wilson |

| 17 août | Boxscore | Pelicans de La Nouvelle-Orléans 87, Timberwolves du Minnesota 59 | Pelicans de La Nouvelle-Orléans 87, Timberwolves du Minnesota 59 | Pelicans de La Nouvelle-Orléans 87, Timberwolves du Minnesota 59 |  | Cox Pavilion, Las Vegas, Nevada Affluence : 0 Arbitres : Tyler Mirkovich, Kelsey Reynolds, Julian Scott |
| 17 août | Boxscore | Score par quart-temps : 16–13, 25–9, 30–25, 16–12                |                                                                  |                                                                  |  | Cox Pavilion, Las Vegas, Nevada Affluence : 0 Arbitres : Tyler Mirkovich, Kelsey Reynolds, Julian Scott |
| 17 août | Boxscore | Hommes 17 Marshall 10 Marshall 10                                | Points Rebonds Passes d.                                         | Miller 13 Knight 7 Perrantes 3                                   |  | Cox Pavilion, Las Vegas, Nevada Affluence : 0 Arbitres : Tyler Mirkovich, Kelsey Reynolds, Julian Scott |

#### Finale
| 17 août | Boxscore | Kings de Sacramento 100, Celtics de Boston 67      | Kings de Sacramento 100, Celtics de Boston 67 | Kings de Sacramento 100, Celtics de Boston 67 |  | Thomas & Mack Center, Paradise, Nevada Arbitres : John Conley, ShaRae Mitchell, Tyler Ricks |
| 17 août | Boxscore | Score par quart-temps : 24-20, 20-16, 26-13, 30-18 |                                               |                                               |  | Thomas & Mack Center, Paradise, Nevada Arbitres : John Conley, ShaRae Mitchell, Tyler Ricks |
| 17 août | Boxscore | King 21 Terry 15 Mitchell 7                        | Points Rebonds Passes d.                      | Edwards 15 Auguste 8 Pritchard 8              |  | Thomas & Mack Center, Paradise, Nevada Arbitres : John Conley, ShaRae Mitchell, Tyler Ricks |

MVP de la Finale : Louis King (Kings de Sacramento)
MVP du tournoi : Davion Mitchell (Kings de Sacramento) et Cameron Thomas (Nets de Brooklyn)

#### Classement de la compétition
| #  | Équipe                          | MJ | V | D | PCT   | DIF   |
| -- | ------------------------------- | -- | - | - | ----- | ----- |
| 1  | Kings de Sacramento             | 5  | 5 | 0 | 100%  | +17,6 |
| 2  | Pelicans de La Nouvelle-Orléans | 5  | 5 | 0 | 100%  | +14,8 |
| 3  | Celtics de Boston               | 5  | 4 | 1 | 80%   | +10,2 |
| 4  | Raptors de Toronto              | 5  | 4 | 1 | 80%   | +7,0  |
| 5  | Timberwolves du Minnesota       | 5  | 4 | 1 | 80%   | +4,6  |
| 6  | Knicks de New York              | 6  | 4 | 2 | 66,7% | +4,8  |
| 7  | Pacers de l'Indiana             | 5  | 3 | 2 | 60%   | +13,4 |
| 8  | Jazz de l'Utah                  | 5  | 3 | 2 | 60%   | +3,4  |
| 9  | 76ers de Philadelphie           | 5  | 3 | 2 | 60%   | +2,4  |
| 10 | Grizzlies de Memphis            | 5  | 3 | 2 | 60%   | +0,6  |
| 11 | Rockets de Houston              | 5  | 3 | 2 | 60%   | +0,4  |
| 12 | Pistons de Détroit              | 5  | 3 | 2 | 60%   | 0,0   |
| 13 | Nets de Brooklyn                | 5  | 3 | 2 | 60%   | -1,6  |
| 14 | Lakers de Los Angeles           | 5  | 3 | 2 | 60%   | -3,0  |
| 15 | Warriors de Golden State        | 5  | 2 | 3 | 40%   | +1,0  |
| 16 | Suns de Phoenix                 | 5  | 2 | 3 | 40%   | +1,0  |
| 17 | Heat de Miami                   | 5  | 2 | 3 | 40%   | -0,2  |
| 18 | Bulls de Chicago                | 5  | 2 | 3 | 40%   | -2,6  |
| 19 | Cavaliers de Cleveland          | 5  | 2 | 3 | 40%   | -3,4  |
| 20 | Trail Blazers de Portland       | 5  | 2 | 3 | 40%   | -3,6  |
| 21 | Hawks d'Atlanta                 | 5  | 2 | 3 | 40%   | -4,8  |
| 22 | Thunder d'Oklahoma City         | 5  | 2 | 3 | 40%   | -6,0  |
| 23 | Magic d'Orlando                 | 5  | 2 | 3 | 40%   | -6,6  |
| 24 | Nuggets de Denver               | 5  | 2 | 3 | 40%   | -8,0  |
| 25 | Wizards de Washington           | 4  | 1 | 3 | 25%   | -4,0  |
| 26 | Clippers de Los Angeles         | 5  | 1 | 4 | 20%   | -6,0  |
| 27 | Spurs de San Antonio            | 5  | 1 | 4 | 20%   | -6,6  |
| 28 | Mavericks de Dallas             | 5  | 1 | 4 | 20%   | -8,4  |
| 29 | Bucks de Milwaukee              | 5  | 1 | 4 | 20%   | -9,4  |
| 30 | Hornets de Charlotte            | 5  | 0 | 5 | 0%    | -8,8  |

### Leaders statistiques
| Joueur         | Équipe                    | PTS  |
| -------------- | ------------------------- | ---- |
| Cameron Thomas | Nets de Brooklyn          | 27,0 |
| Tyrese Maxey   | 76ers de Philadelphie     | 26,0 |
| Desmond Bane   | Grizzlies de Memphis      | 24,0 |
| Tre Jones      | Spurs de San Antonio      | 22,8 |
| Jaylen Nowell  | Timberwolves du Minnesota | 22,5 |

| Joueur         | Équipe                | REB  |
| -------------- | --------------------- | ---- |
| Jalen Smith    | Suns de Phoenix       | 12,5 |
| John Konchar   | Grizzlies de Memphis  | 12,0 |
| Paul Reed      | 76ers de Philadelphie | 12,0 |
| Alize Johnson  | Pacers de l'Indiana   | 10,8 |
| Alperen Şengün | Rockets de Houston    | 10,8 |

| Joueur             | Équipe                    | PAD |
| ------------------ | ------------------------- | --- |
| Payton Pritchard   | Celtics de Boston         | 8,5 |
| Immanuel Quickley  | Knicks de New York        | 7,8 |
| Sharife Cooper     | Hawks d'Atlanta           | 7,3 |
| Emmanuel Mudiay    | Trail Blazers de Portland | 7,2 |
| Yórgos Kalaïtzákis | Bucks de Milwaukee        | 7,0 |
| Xavier Tillman     | Grizzlies de Memphis      | 7,0 |